# 大阪市電九条中之島線
九条中之島線（くじょうなかのしません）は、かつて大阪市の渡辺橋停留場と九条新道停留場を結んでいた、大阪市電の軌道路線である。

## 路線概要
- 起点：渡辺橋停留場
- 終点：九条新道停留場
- 営業キロ：3.0km
- 軌間：1,435mm
- 複線区間：全線
- 電化方式：直流600V（架空電車線方式）

## 歴史
大阪市電第三期線で、九条町から川口町、端建蔵橋（はたてくらばし）、堂島川南岸沿いを経由して、中之島二丁目に至る路線として計画された。
1909年（明治42年）11月1日に、まず川口町停留場から南北線渡辺橋停留場までが開業、続いて12月21日に築港線花園橋停留場と川口町停留場間が延伸開業した。1913年（大正2年）、川口町停留場で靱本町線が接続。1916年には船津橋停留場から野田駅前方面へ向かう西野田線が開業した。
1945年（昭和20年）3月13日から3月14日にかけて行われた大阪大空襲で堂島川南岸を走っていた区間が大きな被害を受け、船津橋停留場 - 渡辺橋停留場間が休止。船津橋停留場は休止状態となり西野田線と接続する信号所になった。この区間は1936年に開業した土佐堀南岸線と競合する形でもあったため、戦後も復旧されず、1960年（昭和35年）10月10日に正式に廃止された。
路線は西半分が残っていたが、1968年（昭和43年）5月1日に全線廃止となった。

### 年表
- 1909年（明治42年）
  - 11月1日：渡辺橋停留場 - 川口町停留場間（1.9km）が開業。
  - 12月21日：川口町停留場 - 花園橋停留場間（1.1km）が延伸開業し、全線開業。
- 1944年（昭和19年）
  - 6月1日：急行運転終日実施のため、花園橋停留場、常盤橋停留場、本田三番町停留場、玉江橋停留場を廃止。
  - 本田通一丁目停留場を本田町一丁目駅停留場に改称。
- 1945年（昭和20年）3月13日 - 14日：大阪大空襲によって壊滅的な被害を受けた渡辺橋停留場 - 船津橋停留場間（1.6km）を休止。船津橋停留場も休止となり、西野田線との接続点（信号所）となる。
- 1946年（昭和21年）7月1日：花園橋停留場復活。
- 1952年（昭和27年）5月1日：本田三番町停留場復活。
- 1960年（昭和35年）10月10日：渡辺橋停留場 - 船津橋信号所間の休止区間を正式に廃止。
- 1964年（昭和39年）10月1日：花園橋停留場を九条新道停留場に改称。
- 1965年（昭和40年）9月1日：船津橋信号所 - 川口町停留場間（0.3km）廃止。
- 1968年（昭和43年）5月1日：川口町停留場 - 九条新道停留場間（1.1km）が廃止され、全線廃止。

## 駅一覧
- 1959年（昭和34年）7月当時。
- 括弧書き（背景色がグレー）の駅は廃止・休止駅。

| 停留場名           | 読み                       | キロ程 | 接続路線                           | 廃止日                               |
| ------------------ | -------------------------- | ------ | ---------------------------------- | ------------------------------------ |
| （渡辺橋停留場）   | わたなべばし               | 0.0    | 大阪市電：南北線                   | 1945年3月13日休止 1960年10月10日廃止 |
| （田蓑橋停留場）   | たみのばし                 | 0.4    |                                    | 1945年3月13日休止 1960年10月10日廃止 |
| （玉江橋停留場）   | たまえばし                 | 0.7    |                                    | 1944年6月1日                         |
| （堂島大橋停留場） | どうじまおおはし           | 1.1    | 大阪市電：堂島大橋線、桜川中之島線 | 1945年3月13日休止 1960年10月10日廃止 |
| （船津橋停留場）   | ふなつばし                 | 1.6    | 大阪市電：西野田線                 | 1945年3月13日休止 1960年10月10日廃止 |
| 川口町停留場       | かわぐちちょう             | 1.9    | 大阪市電：土佐堀南岸線、靱本町線   |                                      |
| 本田三番町停留場   | ほんでんさんばんちょう     | 2.3    |                                    |                                      |
| 本田町一丁目停留場 | ほんでんちょういっちょうめ | 2.6    | 大阪市電：松島安治川線             |                                      |
| （常盤橋停留場）   | ときわばし                 | 2.8    |                                    | 1944年6月1日                         |
| 九条新道停留場     | くじょうしんみち           | 3.0    | 大阪市電：築港線                   |                                      |

## 系統
20号系統、21号系統、22号系統、23号系統、28号系統が走っていた。